# Roberto Bautista
Roberto Bautista Agut (Benlloch, Castellón, 14 de abril de 1988) es un tenista profesional español. Actualmente ocupa el puesto 50° en el ranking ATP. El 4 de noviembre de 2019, ingresó por primera vez en el top 10 con el puesto 9.° de la clasificación ATP.
Considerado en su adolescencia como una de las más firmes promesas del tenis español, en 2009 fue ganador de una medalla de oro y otra de bronce en los Juegos Mediterráneos, celebrados en Pescara. Sin embargo, tuvo que esperar hasta los 24 años para ingresar entre los cien primeros tenistas de la clasificación mundial, algo que logró tras alzarse con tres victorias en la categoría Challenger. Venció su primer torneo ATP World Tour en 2014, año en el que alcanzaría el ranking n.º 14 y el premio al tenista con mejor progresión de la temporada.
Roberto es un tenista solvente en todas las superficies, con un servicio preciso (lideró la estadística ATP de porcentaje de primeros saques en 2013), una derecha potente y un eficaz golpe plano.

## Carrera

### Como juvenil
Como junior, Bautista Agut registró un balance de 41-13 en victorias y derrotas en individuales, alcanzando el n.º 47 en el ranking mundial juvenil en julio de 2006.

### 2009-2012: Inicios como profesional

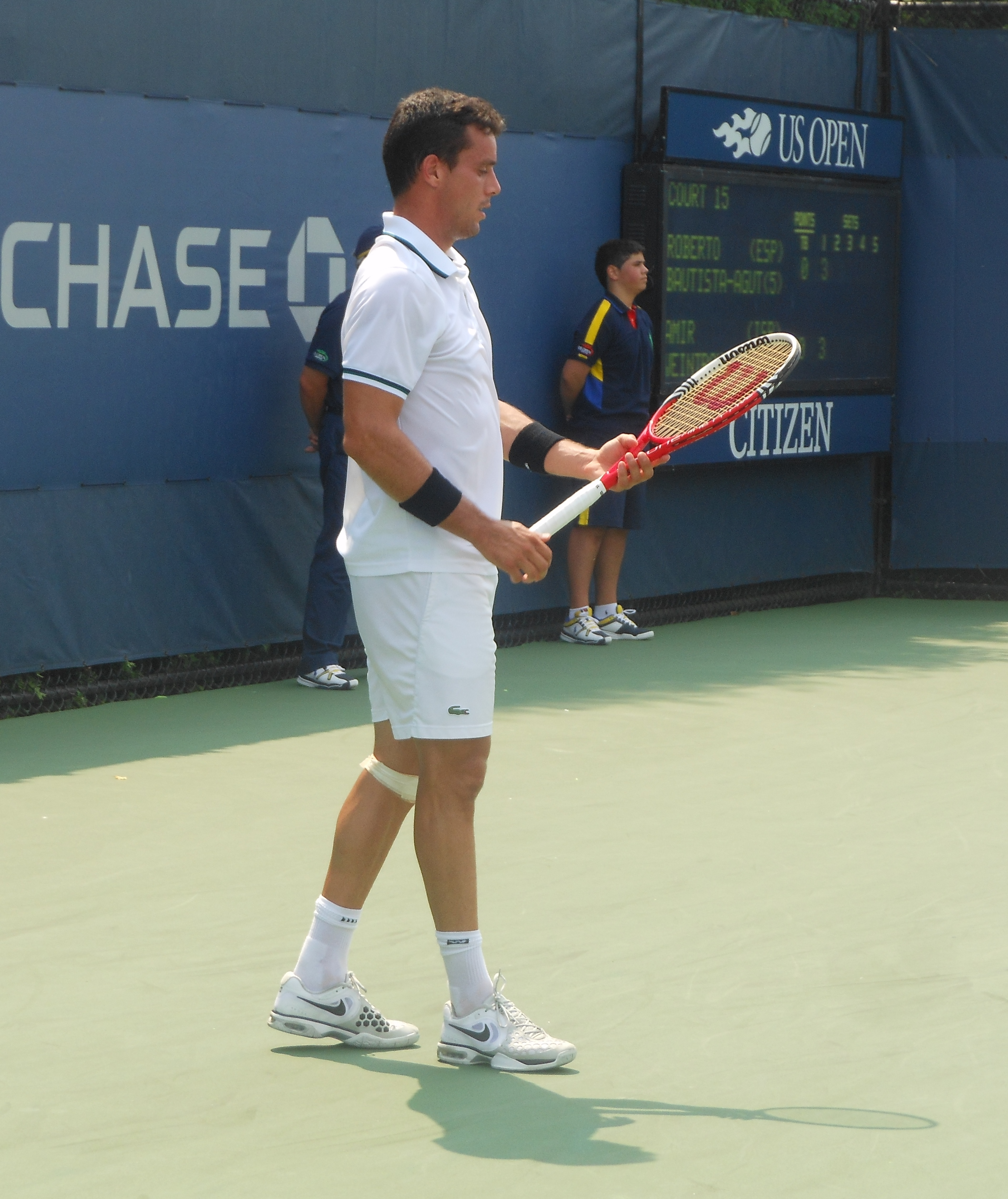
Bautista jugando la fase clasificatoria del US Open 2012.

En 2009, Bautista Agut participó en su primer torneo ATP 500, en Valencia, donde perdió contra Albert Montañés en primera ronda en tres sets.
Comenzó la temporada clasificándose para el Torneo de Doha, donde caería en primera ronda. Días más tarde logró superar, por vez primera, la ronda previa de un torneo de Grand Slam: el Abierto de Australia, si bien también fue eliminado a las primeras de cambio. El mismo destino corrió en los torneos de Montpellier y Marsella. Su primera victoria ATP llegaría en el Masters de Miami, donde venció en tres sets al italiano Andreas Seppi, para verse superado en segunda ronda por Gilles Simon.
En abril, tras ser eliminado en primera ronda en Casablanca, logró el primer título de su carrera en la categoría Challenger, al vencer sobre la tierra batida de Roma al portugués Rui Machado. Ese mismo año se alzó igualmente con los títulos de Orbetello y Pozoblanco, lo que le permitió alcanzar, por vez primera, el "Top 100" mundial (puesto 95.º). En San Petersburgo logró su mejor resultado de la temporada en un torneo ATP, al llegar a cuartos de final, gracias a lo que se vio aupado a la 74.ª posición de la clasificación. Tras caer en primera ronda en Moscú y París, finalizó el año en el puesto 80.º del Ranking ATP.
Su gran temporada encontró recompensa con la convocatoria como quinto hombre para la final de la Copa Davis, en la que España cayó derrotada ante la República Checa.

### 2013: Primera final ATP
Arrancó el año dando la sorpresa en Chennai, eliminando a su primer "Top 10" en cuartos (al No.6 mundial, Tomáš Berdych) y plantándose en la final, en la que sería derrotado en tres sets por Janko Tipsarević por 6-3, 1-6, 3-6. Los puntos obtenidos le garantizaron la clasificación directa para el Abierto de Australia, donde cayó en segunda ronda (en cinco sets) ante Jürgen Melzer. Sin embargo, el esfuerzo le costó una lesión en los abdominales que arrastró durante toda la primera parte de la temporada: se vio obligado a retirarse en torneos como Sídney o el Masters de Miami, y no pudo pasar de la primera ronda en Indian Wells o Casablanca. Pese a ello, logró derrotar a Gilles Simon en Montecarlo, para ser vencido en segunda ronda por Florian Mayer.

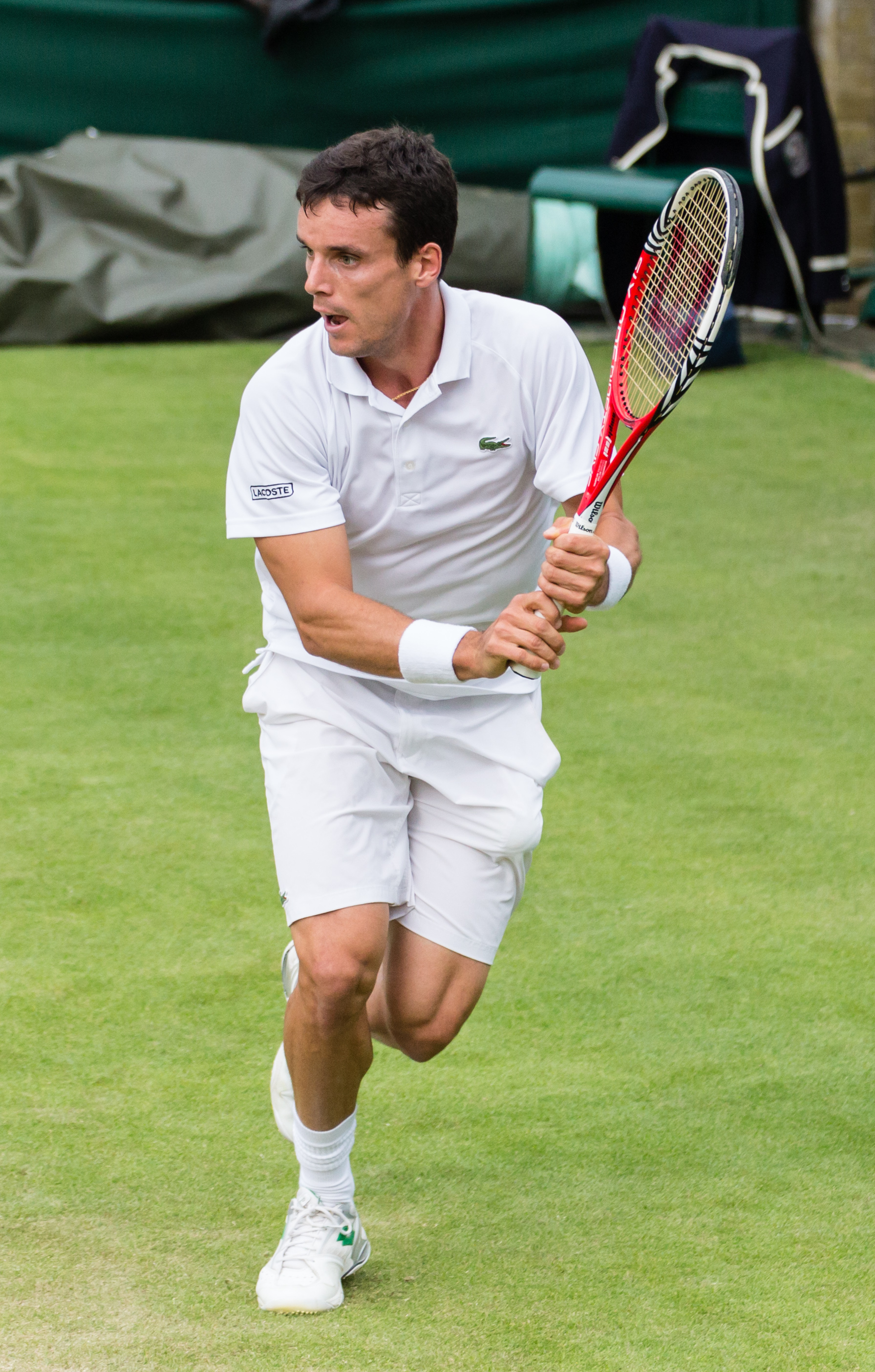
Roberto Bautista en Wimbledon 2013.

También alcanzaría la segunda ronda en Roland Garros y en Wimbledon, donde logró poner en serios apuros a David Ferrer en un emocionante duelo resuelto en cuatro sets, también en la gira de césped alcanzó los cuartos de final en Hertogenbosch perdiendo con Xavier Malisse. Días más tarde alcanzó las semifinales en Stuttgart (cayó ante Fabio Fognini, que se alzaría con el título), lo que le permitió acceder al "Top 50" mundial.

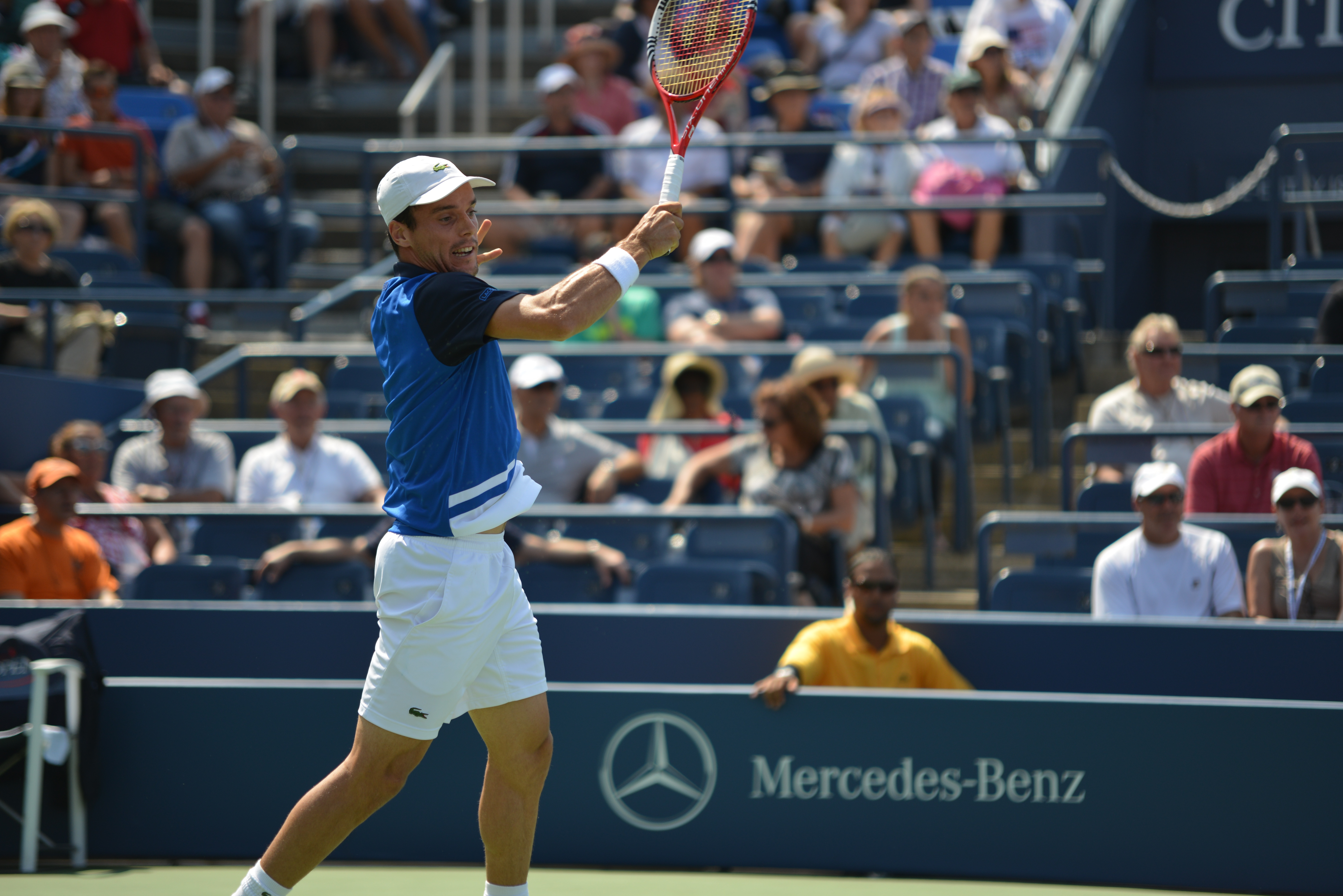
Bautista en el US Open 2013

Del resto de la temporada, destacan su participación en el Abierto de los Estados Unidos, donde volvió a cruzarse con David Ferrer en segunda ronda; y sus victorias ante jugadores como Tipsarević, Kevin Anderson o Grigor Dimitrov. Su mejor resultado serían unos cuartos de final en San Petersburgo, y octavos en Valencia y Pekín (donde a punto estuvo de sorprender a John Isner). Concluyó el año en el puesto 58.º del mundo.

### 2014: Primeros títulos ATP y llegada al top 15
A las órdenes de un nuevo entrenador (Pedro Rico), inició la temporada en Chennai, cayendo en primera ronda con Aleksandr Kudriávtsev.
Sin embargo, se repuso cuajando un gran torneo en Auckland, (donde alcanzó las semifinales tras derrotar a Benoît Paire) y, sobre todo, en el Abierto de Australia: eliminó en segunda ronda a su segundo Top 10, Juan Martín del Potro (número 5 del mundo) por 4-6, 6-3, 5-7, 6-3, 7-5, y logró su mejor clasificación en un torneo de Grand Slam en ese momento, alcanzando los octavos de final perdiendo ante Grigor Dimitrov por 6-3, 3-6, 6-2 y 6-4.
Su buena actuación, unida a las múltiples bajas que afrontaba el equipo español, derivó en su convocatoria para afrontar su primera eliminatoria de Copa Davis contra Alemania, donde sin embargo no pudo ganar ninguno de los dos partidos que jugó contra Philipp Kohlschreiber y Daniel Brands. Participó en los torneos de Dubái y Marsella, antes de disputar Indian Wells, donde nuevamente dio la sorpresa, eliminando en segunda ronda al número 5 del mundo, Tomáš Berdych, por 4-6, 6-2 y 6-4, en tercera ronda venció a Jarkko Nieminen por 6-2, 4-6 y 7-6(6) para caer en octavos ante Ernests Gulbis por 6-7(0), 6-4 y 2-6. Cerró la gira americana alcanzando la tercera ronda en Miami.

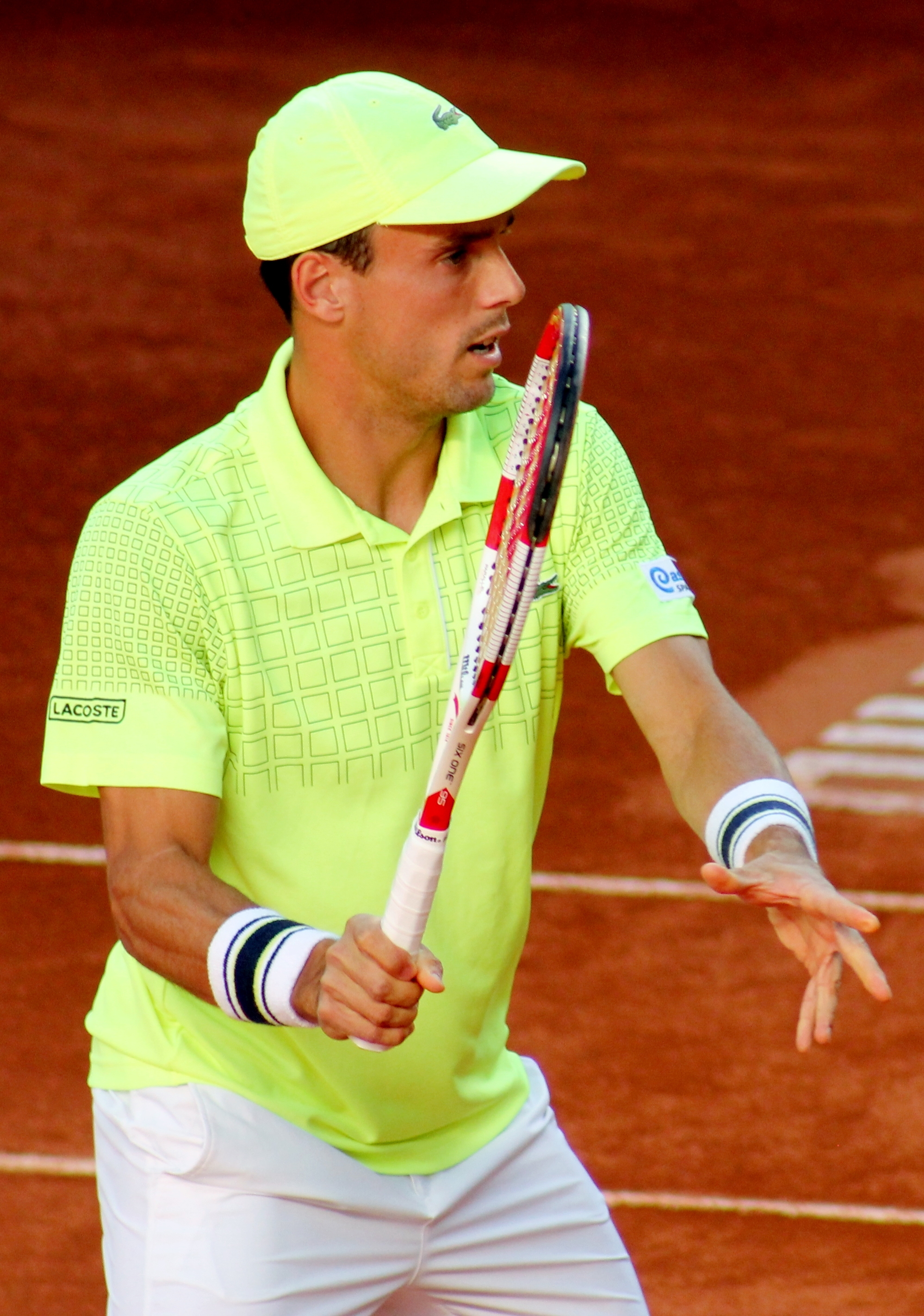
Bautista en el Masters de Madrid 2014.

En tierra batida, comenzó cayendo en segunda ronda en Montecarlo y Barcelona, para después dar la campanada en Madrid, llegando hasta semifinales en un Masters 1000 por primera vez en su carrera. Superó a jugadores de la talla de Tommy Robredo (6-4, 6-4), Fernando Verdasco (2-6, 7-6, 6-1), Łukasz Kubot (6-4, 6-2) y Santiago Giraldo (6-3, 6-4, que venía de vencer a Andy Murray), cediendo únicamente ante el número 1 del mundo, Rafael Nadal, por 6-4 y 6-3 en 1 hora y 43 minutos. En el Masters de Roma, sin embargo, no pudo superar la primera ronda, mientras que en Roland Garros alcanzaría la tercera ronda.
Pero sería en tierras neerlandesas donde lograría alzar su primer título ATP, sobre la hierba de 's-Hertogenbosch, donde partía como tercer favorito y ratificó su progresión como profesional tras vencer a Daniel Gimeno, Matthew Ebden, Nicolás Mahut, Jürgen Melzer y en la final a Benjamin Becker por 2-6, 7-6(2) y 6-4. Tras el paréntesis de Wimbledon, donde cayó en tercera ronda ante el defensor del título Andy Murray en sets corridos, Roberto logró un nuevo título, en tierra batida esta vez, en Stuttgart, tras vencer a Lukáš Rosol por 6-3, 4-6 y 6-2 logrando a la vez su segundo ATP 250. Las victorias le sirvieron para acceder, por primera vez, al "Top 20" mundial.

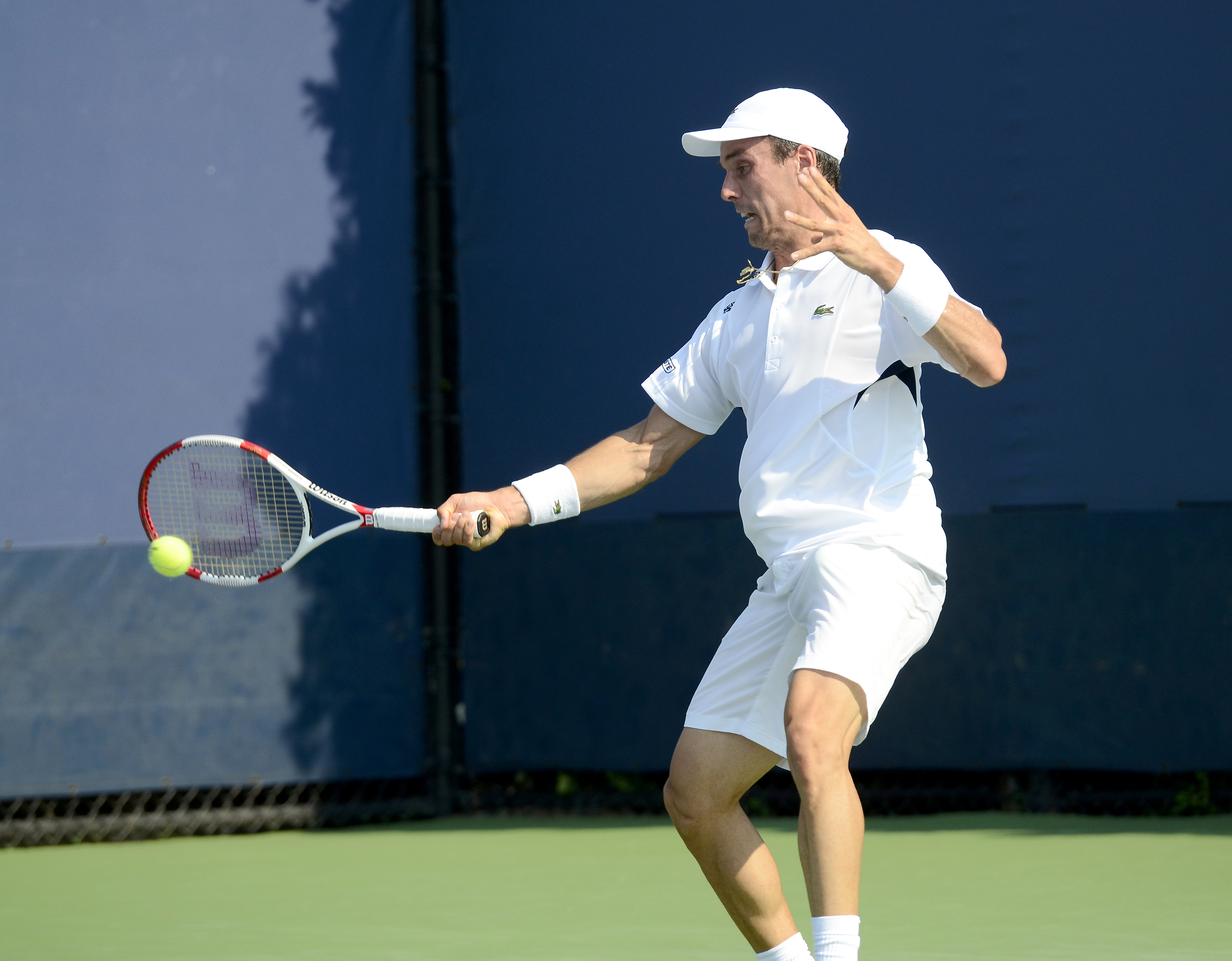
Bautista durante el US Open 2014.

Tras renunciar a jugar el Torneo de Hamburgo, y cuajar una discreta actuación en Cincinnati, llegó a un acuerdo con Javier Piles, que pasó a convertirse en su nuevo entrenador. Aunque en Toronto volvió a ser eliminado a las primeras de cambio, retomó los buenos resultados en el Abierto de los Estados Unidos, alcanzando los octavos de final tras batir a Andreas Haider-Maurer, Tim Smyczek y Adrian Mannarino, donde no pudo doblegar a Roger Federer, cayendo por 6-4, 6-3 y 6-2 en 1 hora y 56 minutos y aupándose al 15.º lugar del ranking. Fue nuevamente convocado para representar a España en la Copa Davis, donde tras vencer en un partido y caer en otro no pudo evitar la pérdida de la categoría mundial por el combinado nacional.
En la gira asiática, tuvo que retirarse en primera ronda en Tokio (por lesión) y en el Masters de Shanghái vence a Alexandr Dolgopolov y Vasek Pospisil para llegar a los octavos de final, donde es eliminado por Roger Federer, como en Nueva York. A los pocos días disputaría su tercera final del año, esta vez en Moscú, tras vencer a Ernests Gulbis en semifinales por doble 6-4, donde a pesar de no poder con Marin Čilić (derrota por doble 6-4) obtuvo los puntos suficientes para ascender en la clasificación mundial hasta la 14.ª plaza. En el ATP 500 de Valencia sufrió una nueva lesión, que no le permitió disputar su partido de segunda ronda, y finalizó la temporada cayendo en la tercera ronda del Masters de París en un disputado encuentro contra Milos Raonic por 7-5 y 7-6(7).
Alcanzó al menos la tercera ronda en los cuatro Grand Slams de ese año, siendo galardonado con el premio al Mayor progreso del año y cerró el año en el 15.º puesto de la clasificación.

### 2015: Salida del Top 20

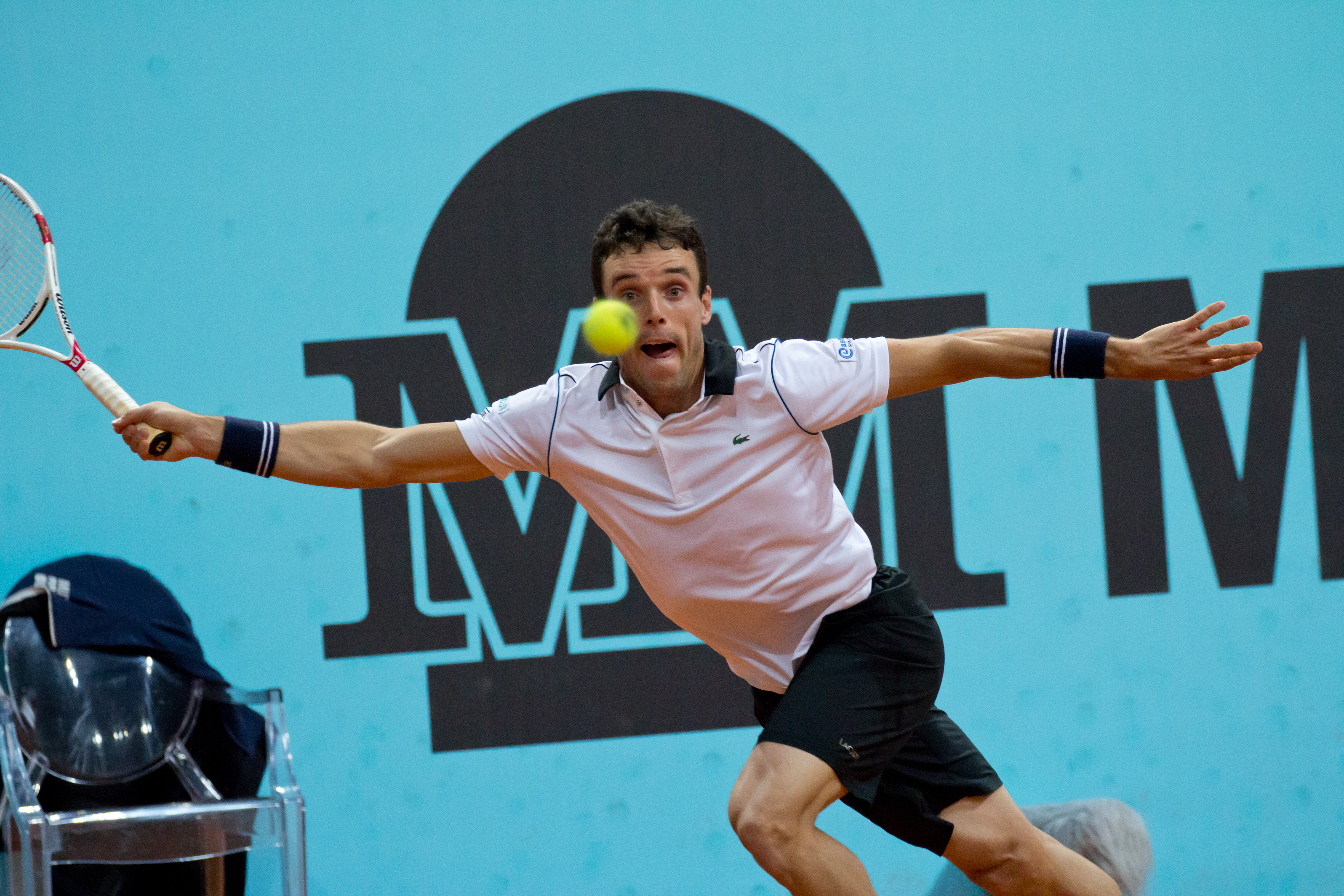
Bautista en el Masters de Madrid 2015.

En 2015, logró un inicio muy promedio para un estatus de un Top 15, con un récord de 8 victorias y 8 derrotas durante los primeros tres meses del año. En julio, tiene un récord de 25 victorias por 20 derrotas, con 5 enfrentamientos y 5 derrotas contra los top ten.
Bautista Agut comenzó su nueva temporada como el tercer clasificado en Chennai, India. Bautista Agut avanzó hasta la semifinal donde perdería ante el clasificado británico Aljaž Bedene. En febrero, Bautista Agut viajó a Francia para jugar el ATP 250 de Marsella. El torneo de Agut terminó en la semifinal contra la entretenida estrella local, Gaël Monfils.
En abril, Bautista Agut viajó a las pistas de tierra batida de Barcelona para jugar en el Barcelona Open, llegó a las rondas finales, pero perdió en los cuartos de final en un ajustado duelo a tres sets contra el campeón defensor Kei Nishikori por 6-2, 3-6 y 6-1. Más tarde ese mismo mes viajó a Alemania para jugar en el ATP 250 de Múnich. Bautista Agut llegó a la semifinal donde finalmente perdió contra el primer clasificado, Andy Murray por doble 6-4.
Un mes después, Roberto viajó a Inglaterra para jugar el tercer Grand Slam del año. Bautista Agut fue vigésimo cabeza de serie en Wimbledon, avanzó hasta la cuarta ronda para enfrentarse al 7 veces campeón de Wimbledon y al segundo favorito del torneo, Roger Federer, después de las victorias sobre Ruben Bemelmans, Benoît Paire y Nikoloz Basilashvili. Desafortunadamente, el torneo de Bautista Agut terminó con el maestro suizo ganando con un contundente 6-2, 6-2 y 6-3 en solo 1 hora y 26 minutos. A pesar de la derrota, este fue el mejor resultado de Bautista Agut en Wimbledon y el mismo mejor resultado de Grand Slam, ya que también llegó a la 4.ª ronda en el 2014 en Estados Unidos y Australia.
En julio, Bautista Agut jugó como el segundo favorito en el Croatia Open. Avanzó a las semifinales donde sería derrotado por el jugador portugués João Sousa.
En septiembre, el cuarto y último Grand Slam del año se jugó en "La Gran Manzana". Bautista Agut fue el vigésimo tercer preclasificado en el US Open. Después de derrotar a Pierre-Hugues Herbert, Pablo Carreño y David Goffin, había logrado llegar a la cuarta ronda de un major por segunda vez consecutiva. Se enfrentó al número 1 del mundo, Novak Djoković. El torneo del español terminó con una derrota en cuatro sets por 6-3, 4-6, 6-4 y 6-3 mostrando un buen nivel de juego después de tres horas ante el número 1. A pesar de perder, Bautista Agut logró repetir su mejor rendimiento en Nueva York por segundo año consecutivo.
Luego jugó en el Torneo de San Petersburgo donde fue el cuarto favorito. Él caería nuevamente en las semifinales ante el segundo clasificado, Miloš Raonić.
En octubre, llegó a dos finales, primero en Moscú, y al igual que el año anterior perdió con el mismo puntaje (4-6, 4-6) y contra el mismo jugador, Marin Čilić anecdóticamente. Luego, la semana siguiente en Valencia. Después de difíciles partidos en primera ronda (7-6(4), 4-6, 6-4) contra Nicolás Almagro, y en las semifinales Steve Johnson logrando salvar una bola de partido (4-6, 6-3, 7-6(8)). Sin embargo, volvió a perder en la final contra João Sousa por 6-3, 3-6, 4-6. Y en la final Bautista estuvo un set y break arriba, pero no logró consolidarse, y luego perdió el partido, que fue la historia de su temporada 2015 en los partidos decisivos.
A fines de 2015, Bautista Agut terminó fuera de los primeros 20 con un ranking de 25.

### 2016: Dos títulos ATP, de nuevo en el top 20 y primera final en Masters 1000
En Auckland, venció al campeón defensor Jiří Veselý en primera ronda por 6-3 y 7-5, en segunda ronda al estadounidense Donald Young por 6-4 y 7-6(3), en cuartos de final a otro estadounidense, el tercer preclasificado John Isner, por 7-5, 2-6, 6-3 y en semifinales al segundo clasificado, el francés Jo-Wilfried Tsonga, por 3-6, 7-6(6) y 6-4 habiendo salvado un punto de partido en el segundo set, siendo su primera victoria sobre un Top 10 en dos años, en la final se enfrentó al talentoso estadounidense Jack Sock. Roberto se coronó campeón después de que el estadounidense se retirara en el segundo set cuando iba ganando por 6-1 y 1-0.
En el Australian Open fue preclasificado 24. Después de derrotar a Martin Kližan y Dušan Lajović ambos en cinco sets, se enfrentó al duodécimo clasificado, Marin Čilić, en la tercera ronda. Bautista Agut obtuvo su primera victoria sobre Čilić por 6-4, 7-6(5) y 7-5 en dos horas y 38 minutos, estableciendo un emparejamiento con el sexto clasificado, Tomáš Berdych, en octavos de final, después de ganar el primer set, perdió en cinco por 4-6, 6-4, 6-3, 1-6 y 6-3 en 3 horas y 18 minutos, terminando con sus posibilidades de alcanzar su primer cuarto de final en Grand Slam y siendo la cuarta ronda una barrera que aún no podía superar en Grand Slam.
Después del Abierto de Australia, jugó el inaugural Sofía Open en Bulgaria como preclasificado número 1. Bautista Agut llegó a la final donde se enfrentó al segundo clasificado, el serbio Viktor Troicki, tras batir a Filip Krajinović (walkover), Adrian Mannarino y Gilles Muller. Bautista ganaría la final por 6-3 y 6-4 ganando el cuarto título de su carrera y el segundo en 2016, sin ceder sets.
En marzo juego los dos primeros Masters 1000 del año en Estados Unidos, jugando por primera vez en Indian Wells, perdió en tercera ronda ante su compatriota Feliciano López por 7-6(5), (10)6-7 y 6-4 en un partido muy parejo, después en Miami venció a Jo-Wilfried Tsonga en la segunda ronda (9° cabeza de serie) por 2-6, 6-3 y 7-6(4) en 2 horas y media con 33 tiros ganadores y 24 errores no forzados, luego en la siguiente ronda cae ante Kei Nishikori en sets corridos por 6-2 y 6-4.
En mayo, jugó el segundo Grand Slam del año como decimocuarto clasificado. Bautista Agut llegó a la cuarta ronda en Roland Garros después de derrotar a Dmitri Tursúnov, Paul-Henri Mathieu, y Borna Ćorić todos en sets corridos y muy fácilmente. Su búsqueda de un lugar en cuartos de final fue nuevamente finalizada por un jugador de los diez primeros, esta vez el número 1 del mundo, Novak Djoković, en un juego que duró dos días a causa de la lluvia, él ganó el primer set por 6-3, y luego perdió el segundo por 6-4 y se detiene cuando caía 4-1 en el tercero. Al día siguiente, a pesar del buen juego en el cuarto set, cayó por 3-6, 6-4, 6-1 y 7-5 en 3 horas y 12 minutos.
A principios de agosto, Bautista Agut fue miembro de los representantes de España en el evento deportivo internacional que se celebra cada cuatro años, los Juegos Olímpicos de Verano. Bautista Agut avanzó a cuartos de final en Río después de vencer a Andréi Kuznetsov, Paolo Lorenzi y Gilles Müller en las rondas anteriores. La búsqueda de Bautista Agut de una medalla olímpica terminó después de una derrota contra el final medallista de plata Juan Martín del Potro por un estrecho 7-5 y 7-6(4) en cuartos de final.
Más tarde ese mes, en Winston-Salem venció a Aljaž Bedene y Marcos Baghdatis en tres sets, después en cuartos venció a Yen-Hsun Lu y en semifinales al serbio Viktor Troicki por 7-5, 6-7(2) y 6-2, después ir 7-5 y 5-0 arriba en el segundo, para llegar a su tercera final del año, en la final enfrentó a su compatriota Pablo Carreño Busta perdiendo en un dramático partido por 6-7(6), 7-6(1) y 6-4 en 2 horas y 33 minutos, cabe mencionar que Carreño ganó su primer título ATP.
Para la gira asiática, hizo un gran torneo en el Masters 1000 de Shanghái en China, llegando a su primera final de Masters 1000. En primera ronda venció a Bernard Tomic, que tuvo que retirarse debido a un dolor abdominal, en segunda venció al clasificado Taylor Fritz por doble 6-4 y en tercera ronda a Viktor Troicki (Verdugo de Rafael Nadal en segunda ronda) por doble 6-3; en cuartos de final derrotó al finalista de 2015, el francés Jo-Wilfried Tsonga (13° del mundo) por 6-3 y 6-4 para llegar a semifinales de esta categoría de torneos por segunda en su carrera, en dicha instancia se enfrenta al número 1 del mundo, Novak Djokovic (Tres veces ganador de este torneo en 2012, 2013 y 2015) en un juego controlado y de buena calidad, logró derrotar por primera vez al serbio por doble 6-4 en 1 hora y 50 minutos, siendo esta la sorpresa del certamen, en el encuentro se le vio nervioso al serbio y molesto por su nivel de juego. Esta fue la primera victoria de Bautista Agut sobre un número uno del mundo y también clasificó a su primera final de Masters 1000 a los 28 años. En la final se enfrenta al número 2 del mundo, Andy Murray; en una primera manga muy apretada Murray ganó la muerte súbita por 7-1 y en el segundo Bautista desapareció y Murray mostró su nivel de Top 4 y ganó por 7-6(1) y 6-1, sin embargo, logró el mejor ranking de su carrera al subir hasta el puesto 13.
Terminó 2016 en el puesto número 14° en el mundo.

### 2017: Otros dos títulos ATP
Comenzó la temporada 2017 con el ATP 250 de Chennai, el primer torneo del año, donde llega a la final con solo un triunfo sobre un top 50 en su camino (Benoît Paire en las semifinales por 6-3 y 6-3). En la final vence fácilmente a Daniil Medvédev por 6-3 y 6-4 para ganar su quinto título como profesional y primero del año. Por lo tanto, sube al 13° lugar del mundo el 9 de enero, igualando la mejor clasificación de carrera. En el Abierto de Australia, pasó sus dos primeras rondas fácilmente antes de enfrentar a su compatriota en la tercera ronda David Ferrer, ganando un largo partido, lleno de suspenso e intenso por 7-5, 6-7(6), 7-6(3) y 6-4 en poco más de cuatro horas de juego, también derrotando por primera vez en su carrera a Ferrer. En octavos de final, se enfrenta al número 3 del mundo, Milos Raonic, contra quien cae por 7-6(6), 3-6, 6-4 y 6-1 en 2 horas y 51 minutos.
En febrero es nominado al equipo español para jugar los Octavos de final de la Copa Davis contra Croacia en Osijek sobre pista dura, disputó dos puntos (ambos en individuales), el primero venciendo a Ante Pavić por 6-4, 6-2, 6-3 y el segundo ante Franko Škugor por 6-1, 6-7(4), 6-3 y 7-6(6) igualando la serie a 2 y finalmente Pablo Carreño selló la remontada española por 3 a 2.
En marzo juega el Masters de Miami, empieza desde la segunda ronda tras vencer al clasificado Mijaíl Kukushkin por 6-3, 7-6(3) y luego al local Sam Querrey por 3-6, 6-2, 6-3; antes de enfrentarse al suizo Roger Federer, en un partido muy bueno por parte del español, terminó cayendo por 7-6(5) y 7-6(4) en un partido físico e intenso de dos horas.
En Roland Garros, supera en las dos primeras rondas a John Millman y Mijaíl Kukushkin en cuatro sets, en tercera ronda venció a Jiří Veselý por 6-3, 6-4 y 6-3. En octavos de final, se inclina ante el Rey de la tierra batida, Rafael Nadal, por 6-1, 6-1 y 6-2 en tan solo 1 hora 50 minutos quien después ganaría su décimo título en París.

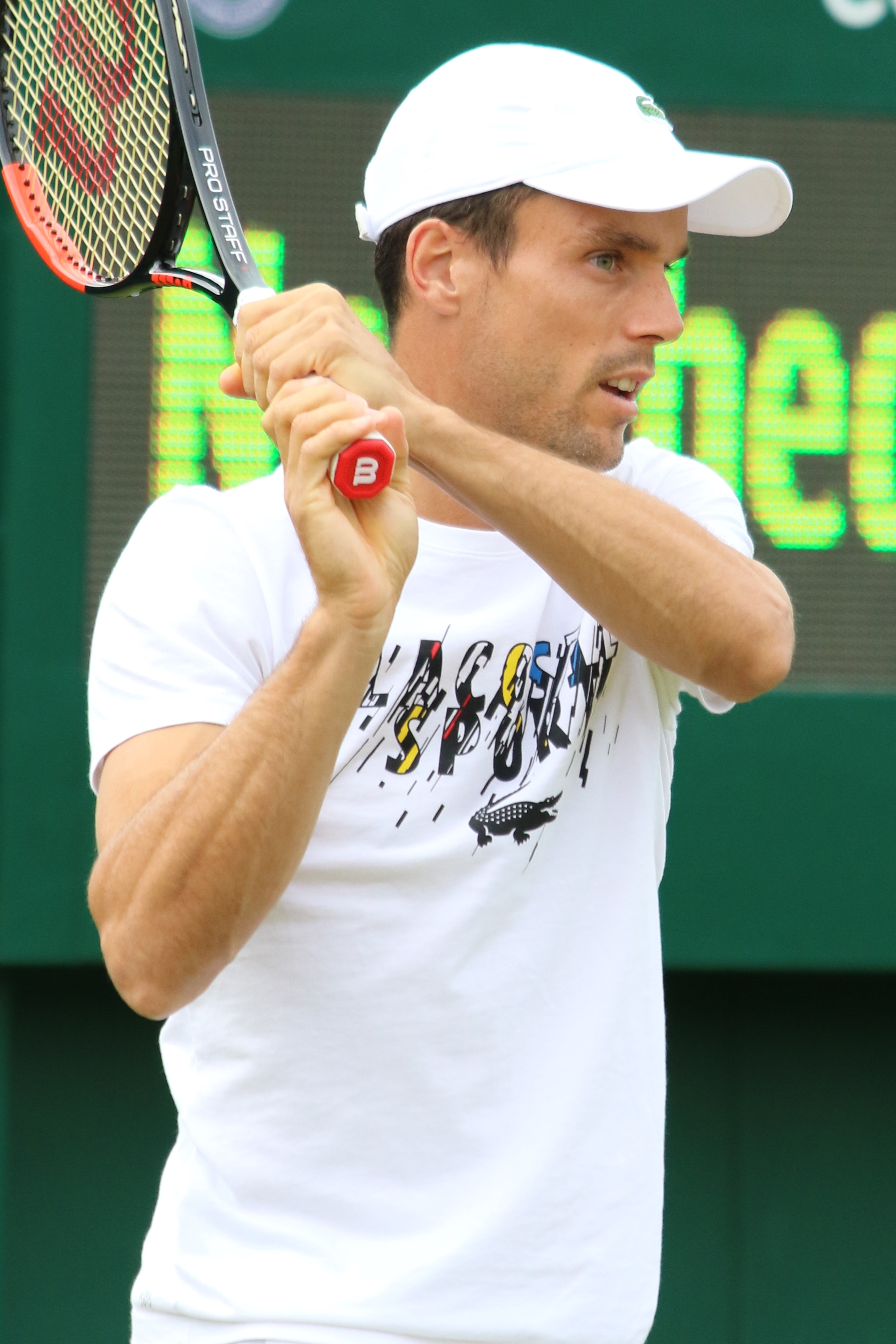
Bautista entrenando previo a Wimbledon 2017.

En la gira de césped hace un gran torneo llegando a los cuartos de final en Halle cayendo contra el local Alexander Zverev por 6-7(6), 7-6(1) y 6-1. En Wimbledon llegó a la tercera ronda tras vencer a Andreas Haider-Maurer, y Peter Gojowczyk, daría el batacazo de la 3.ª ronda al vencer al noveno mundial Kei Nishikori por 6-4, 7-6(3), 3-6 y 6-3, obtenido su séptimo triunfo sobre un Top 10, además venciendo a Nishikori por primera vez. En octavos de final caería contra el futuro finalista y número 6 del mundo, Marin Čilić, por triple 6-2 en tan solo 1 hora y 41 minutos, igualando su mejor resultado en un Grand Slam.
Comienza la Gira de cemento estadounidense en el Masters de Montreal, llegó a cuartos de final por primera vez en el masters canadiense y también su mejor actuación en Masters 1000 del año, tras vencer a Tim Smyczek, Ryan Harrison y en un gran partido intenso y físico al francés Gael Monfils por 4-6, 7-6(5) y 7-6(2) después de 2 horas y 56 minutos de batalla logrando su primera victoria sobre el francés. En cuartos de final fue derrotado por el finalista Roger Federer por doble 6-4. Dos semanas después juega en Winston-Salem como primer cabeza de serie, ganó el torneo sin ceder un solo set superando a Dusan Lajović, Marcos Baghdatis, Taylor Fritz, Jan-Lennard Struff y a Damir Džumhur para ganar su segundo título ATP 250 del año, y el sexto de su carrera. Por último en el US Open es derrotado en la tercera ronda por Juan Martín del Potro por 6-3, 6-3 y 6-4.
Terminó el año en el puesto número 20° del Ranking ATP.

### 2018: Séptimo y octavo título ATP
Para su segundo torneo del año, llegó a la final en Auckland, tras vencer a Michael Venus, Steve Johnson, Jiří Veselý y a Robin Haase en un partido apretado jugado en tres desempates en casi tres horas partido para llegar a su 13° final ATP. Ahí, venció Juan Martín del Potro por 6-1, 4-6 y 7-5 jugando un excelente partido para ganar su título séptimo ATP, su segundo en Auckland y además cortando una racha de tres derrotas seguidas contra argentinos. En el Abierto de Australia, decepciona al perder en primera ronda contra su compatriota Fernando Verdasco por 6-1, 7-5 y 7-5, lo que significa que su racha de 10 apariciones consecutivas en tercera ronda de Grand Slam llegó a su fin, también el fin de 20 partidos ganados de manera consecutiva en la primera ronda de un Major (no perdía desde su debut en Grand Slam en Australia 2012).
En marzo ganó el título más importante de su carrera hasta el momento, el ATP 500 de Dubái, perdiendo un solo set en el camino y superando al francés Lucas Pouille en la final por 6-3 y 6-4. Bautista también se convirtió en el primer jugador en no ser Top 10 en ganar el torneo desde Fabrice Santoro en 2002. Luego en los primeros Masters 1000 del año tendría decentes resultados llegando a tercera ronda en Indian Wells y Montecarlo, a segunda ronda en Miami y Madrid, y en Roma no juega debido a una lesión. También llegó a cuartos de final en el Torneo Conde de Godó.
En Roland Garros debuta con una ajustada victoria por 6-2, 6-7(3), 1-6, 6-4 y 6-4 ante Denis Istomin en primera ronda, luego en segunda ronda vence al colombiano Santiago Giraldo en sets corridos por 6-4, 7-5 y 6-3; en tercera ronda se enfrentó a Novak Djokovic (Ganador del torneo en 2016) jugando un buen partido cayó ante el ex número uno del mundo por 6-4, 6-7(6), 7-6(4) y 6-2.
En julio, llegó a la final del torneo de Gstaad tras vencer a Jaume Munar, Taro Daniel y Laslo Djere, en la final perdió contra el joven italiano y 84 del mundo, Matteo Berrettini por 6-7(9), 4-6.
En el Masters de Shanghái perdió en la tercera ronda en un partido cerrado contra el cabeza de serie número 1, Roger Federer por 6-3, 2-6 y 6-4.

### 2019: Noveno título ATP y semifinalista en Wimbledon
Inició la temporada con el ATP 250 de Doha como séptimo cabeza de serie en tierras cataríes. Comenzó muy bien batiendo al italiano Matteo Berrettini y al español Guillermo García-López en las dos primeras rondas y por idéntico marcador, 6-1 y 6-4. En cuartos de final batió al suizo ex n.º 3 del mundo y 3 veces campeón de Grand Slam, Stan Wawrinka por doble 6-4, y en semifinales dio el batacazo al batir al número 1 del mundo, Novak Djokovic por 3-6, 7-6(6) y 6-4 después de un intenso partido de 2 horas y 35 minutos de juego logrando su segunda victoria sobre el serbio (la primera había sido en Shanghái 2016) y así a la vez se clasificó para su primera final del año. Ejercía como favorito en la final de Doha, ante un Tomáš Berdych venido a menos las últimas temporadas regresando de una lesión (es el 71 del mundo, pero llegó a ser 4 en 2015), y no falló. Pero no lo tuvo fácil el castellonense, que supo superar el bajó del segundo set, una pelota de «break» al comienzo del tercero y dos en el séptimo juego, para cortar el amago de reacción de su rival ganando por 6-4, 3-6 y 6-3 en un encuentro algo irregular de casi dos horas de partido y, por lo tanto, conquistó el noveno título de su carrera.
Llega al Abierto de Australia con muy buenas sensaciones en su juego tras haber salido campeón en Doha, en primera ronda se enfrentó por primera vez al ex número uno del mundo y cinco veces finalista del Abierto de Australia, Andy Murray quien venía regresando de una operación en la cadera, en un agotador duelo el español terminaría imponiéndose en cinco sets por 6-4, 6-4, 6-7(5), 6-7(4) y 6-2 en 4 horas y 10 minutos. En la segunda ronda, tuvo otro maratónico partido al derrotar al local John Millman en otros cinco sets por 6-3, 6-1, 3-6, 6-7(6), 6-4 en 3 horas 52 minutos, en tercera ronda venció al décimo cabeza de serie, el ruso Karén Jachánov, por un claro 6-4, 7-5 y 6-4 para alcanzar la cuarta ronda de un Grand Slam por décima vez en su carrera. Alcanzó su primer cuarto de final en Grand Slam, al derrotar al finalista del año anterior y 7 del mundo, Marin Čilić, en otra batalla a cinco sets por 6-7(6), 6-3, 6-2, 4-6 y 6-4 en 3 horas y 58 minutos de partido. En los cuartos de final, fue derrotado por el joven griego y decimocuarto cabeza de serie Stefanos Tsitsipas, quien fue verdugo del campeón defensor Roger Federer en la ronda anterior, en cuatro sets por 5-7, 6-4, 4-6, 6-7(2) en 3 horas y 15 minutos. Con esta gran actuación, ganó suficientes puntos para volver a entrar en el top 20 del ranking ATP.
Logró otra gran actuación en el Masters de Miami, tras vencer a Janko Tipsarević y Fabio Fognini en sets corridos, en la cuarta ronda dio la sorpresa nuevamente y venció al número 1, Novak Djokovic por 1-6, 7-5 y 6-3. En cuartos de final perdió contra el estadounidense por John Isner en doble tiebreak.
Tuvo una irregular gira sobre tierra batida al caer en primera ronda en el Masters de Madrid, en segunda ronda en los Masters de Montecarlo y Roma, su actuación más destacada fueron las semifinales en el ATP 250 de Múnich donde cayó ante Matteo Berrettini en sets corridos. Culminó la gira sobre clay con Roland Garros como 21° cabeza de serie y número 18 del mundo, venció a los estadounidenses Steve Johnson y Taylor Fritz en sets corridos, para caer en tercera ronda contra el italiano Fabio Fognini por 6-7(5), 4-6, 6-4, 1-6.
En Wimbledon alcanzó su segundo cuarto de final en GS tras batir a Peter Gojowczyk, Steve Darcis, Karén Jachánov y Benoît Paire, todos en sets corridos. En cuartos consigue derrotar al argentino Guido Pella por 7-5, 6-4, 3-6 y 6-3 para alcanzar las semifinales de un Grand Slam por primera vez en su carrera. En semifinales cae ante el serbio y número 1 del mundo, Novak Djokovic (a quien había derrotado dos veces en la temporada en Doha y Miami), por 6-2, 4-6, 6-3 y 6-2. Bautista se convierte en el sexto jugador español de la historia que alcanza las semifinales de Wimbledon después de Manuel Alonso (1921), Manolo Santana (1963 y 1966), Andrés Gimeno (1970), Manuel Orantes (1972) y Rafael Nadal (semifinalista de 2006 a 2008, 2010, 2011, 2018 y 2019). Es la primera vez en Wimbledon que dos españoles alcanzan las semifinales.
Después de apariciones consecutivas en cuartos de final en los Masters 1000 de Montreal y Cincinnati, entró en la lista de los diez primeros del mundo por primera vez en su carrera.
Terminó la temporada jugando las Finales de la Copa Davis 2019 en Madrid sobre pista dura en pista cubierta representando a España, quedando situado en el Grupo B con Rusia y Croacia. Debutaron en la segunda jornada en la pista central en la que enfrentaron a Rusia ganando por 2-1, Bautista jugó un singles perdiendo ante Andréi Rubliov por 6-3, 3-6 y 6-7(0). En el último día doblegaron a los croatas por 3-0 clasificando primeros en el Grupo B, "Bati" nuevamente jugó un singles, venciendo a Nikola Mektić por un claro 6-1 y 6-3. Lamentablemente al día siguiente, el 21 de noviembre recibió la lamentable noticia del fallecimiento de su padre, Ximo Bautista, inmediatamente abandonó la concentración y por ende no jugó las series contra Argentina y Gran Bretaña. Regresó para jugar la final contra Canadá, abriendo la serie contra el joven y talentoso canadiense Félix Auger-Aliassime, derrotándolo en sets corridos por 7-6(3) y 6-3 dejando a España a un paso de su sexta ensaladera. En el segundo punto, Rafa Nadal saltó a la cancha con la misión de cerrar la llave y ganar la ensaladera, algo que cumpliría al vencer a la joven promesa canadiense Denis Shapovalov por 6-3 y 7-6(7) para darle la sexta Copa Davis a su país.
Terminó la temporada en el puesto 9 mundial, el mejor ranking de su carrera.

## 2022
Triunfa en los torneos ATP de Kitzbuhel y Doha.

## 2024
El 20 de octubre de 2024 se proclama campeón del ATP 250 de Amberes. En la final derrota al checo Jiri Lehecka por 7-5, 6-1.

## Estilo de juego

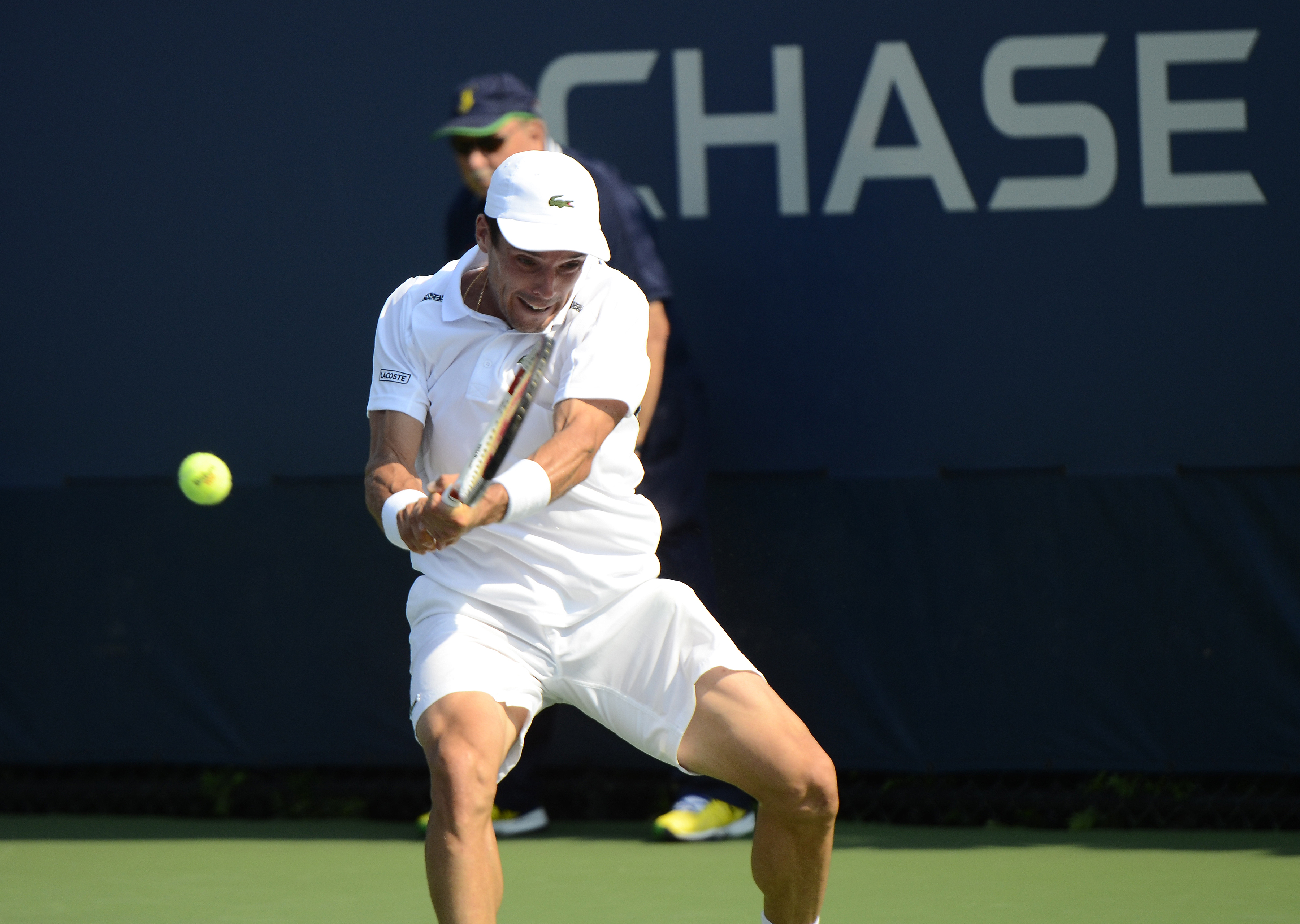

Su saque es confiable y es muy rápido en la cancha. Tiene un golpe limpio más plano en ambos lados y su juego es más adecuado para pistas duras (en comparación con muchos de sus compatriotas españoles). En el golpe de derecha, que es su arma principal, le pega con la cara de la raqueta para un golpe más plano (en lugar del golpe liftado de Nadal). 

## ATP World Tour Masters 1000

#### Finalista (1)
| Año  | Torneo   | Superficie | Finalista   | Resultado   |
| 2016 | Shanghái | Dura       | Andy Murray | 6-7(1), 1-6 |

## Clasificación histórica
| Torneo                  | 2009            | 2010            | 2011            | 2012            | 2013            | 2014            | 2015            | 2016            | 2017            | 2018            | 2019            | 2020            | 2021            | 2022            | 2023 | T/P      | G–P     | %       |
| ----------------------- | --------------- | --------------- | --------------- | --------------- | --------------- | --------------- | --------------- | --------------- | --------------- | --------------- | --------------- | --------------- | --------------- | --------------- | ---- | -------- | ------- | ------- |
| Grand Slam              |                 |                 |                 |                 |                 |                 |                 |                 |                 |                 |                 |                 |                 |                 |      |          |         |         |
| Abierto de Australia    | A               | Q3              | Q1              | 1R              | 2R              | 4R              | 2R              | 4R              | 4R              | 1R              | CF              | 3R              | 1R              | 3R              | 4R   | 0 / 12   | 22-12   | 65%     |
| Roland Garros           | A               | Q2              | Q2              | Q1              | 2R              | 3R              | 2R              | 4R              | 4R              | 3R              | 3R              | 3R              | 2R              | A               | 2R   | 0 / 10   | 18-10   | 64%     |
| Wimbledon               | A               | Q2              | Q3              | Q3              | 2R              | 3R              | 4R              | 3R              | 4R              | A               | SF              | ND              | 4R              | 2R              |      | 0 / 8    | 19-7    | 72%     |
| Abierto de EE. UU.      | A               | A               | Q1              | Q3              | 2R              | 4R              | 4R              | 3R              | 3R              | 1R              | 1R              | 3R              | 3R              | 1R              |      | 0 / 10   | 15-10   | 60%     |
| Ganados-Perdidos        | 0-0             | 0-0             | 0-0             | 0-1             | 4-4             | 10-4            | 8-4             | 9-4             | 11-4            | 2-3             | 11-4            | 6-3             | 6-4             | 3-2             | 4-2  | 0 / 40   | 74-39   | 66%     |
| Torneos de Maestros     |                 |                 |                 |                 |                 |                 |                 |                 |                 |                 |                 |                 |                 |                 |      |          |         |         |
| ATP Finals1             | No se clasificó | No se clasificó | No se clasificó | No se clasificó | No se clasificó | No se clasificó | No se clasificó | No se clasificó | No se clasificó | No se clasificó | No se clasificó | No se clasificó | No se clasificó | No se clasificó |      | 0 / 0    | 0-0     | 0%      |
| Representación nacional |                 |                 |                 |                 |                 |                 |                 |                 |                 |                 |                 |                 |                 |                 |      |          |         |         |
| Juegos Olímpicos        | No Celebrado    | No Celebrado    | No Celebrado    | A               | No Celebrado    | No Celebrado    | No Celebrado    | CF              | No Celebrado    | No Celebrado    | No Celebrado    | No Celebrado    | A               | NC              | NC   | 0 / 1    | 3-1     | 75%     |
| Copa Davis              | A               | A               | A               | A               | A               | PO              | Z1              | PO              | CF              | SF              | 'G'             | A               | A               | CF              |      | 1 / 7    | 13-6    | 68%     |
| ATP Cup                 | Inexistente     | Inexistente     | Inexistente     | Inexistente     | Inexistente     | Inexistente     | Inexistente     | Inexistente     | Inexistente     | Inexistente     | Inexistente     | F               | SF              | F               | ND   | 0 / 3    | 11-3    | 79%     |
| Ganados-Perdidos        | 0-0             | 0-0             | 0-0             | 0-0             | 0-0             | 1-3             | 1-0             | 5-1             | 2-0             | 0-2             | 2-1             | 6-0             | 1-2             | 9-2             |      | 1 / 12   | 27-10   | 73%     |
| Masters 1000            |                 |                 |                 |                 |                 |                 |                 |                 |                 |                 |                 |                 |                 |                 |      |          |         |         |
| Indian Wells            | A               | A               | A               | Q1              | 1R              | 4R              | 3R              | 3R              | 3R              | 3R              | 2R              | ND              | 3R              | 3R              | 2R   | 0 / 10   | 8-9     | 47%     |
| Miami                   | A               | A               | A               | 2R              | 1R              | 3R              | 2R              | 4R              | 4R              | 2R              | CF              | ND              | SF              | 3R              | 2R   | 0 / 11   | 14-11   | 56%     |
| Montecarlo              | A               | A               | A               | A               | 2R              | 2R              | 3R              | 3R              | 2R              | 3R              | 2R              | ND              | 3R              | A               | 2R   | 0 / 9    | 13-9    | 59%     |
| Madrid                  | A               | A               | Q1              | Q2              | A               | SF              | 3R              | 3R              | 1R              | 2R              | 1R              | ND              | 2R              | 2R              | 3R   | 0 / 9    | 12-9    | 57%     |
| Roma                    | A               | A               | A               | A               | A               | 1R              | 2R              | 2R              | 3R              | A               | 2R              | A               | 3R              | A               | 2R   | 0 / 7    | 7-7     | 50%     |
| Canadá                  | A               | A               | A               | A               | A               | 1R              | 2R              | A               | CF              | A               | CF              | ND              | CF              | 3R              |      | 0 / 6    | 11-6    | 65%     |
| Cincinnati              | A               | A               | A               | A               | A               | 2R              | 2R              | 1R              | 1R              | A               | CF              | SF              | 1R              | 3R              |      | 0 / 8    | 10-8    | 56%     |
| Shanghái                | A               | A               | A               | A               | Q1              | 3R              | 2R              | F               | 1R              | 3R              | 3R              | No disputado    | No disputado    | No disputado    |      | 0 / 6    | 11-6    | 67%     |
| París                   | A               | Q1              | A               | 1R              | Q2              | 3R              | 2R              | 2R              | 3R              | 2R              | 2R              | A               | 1R              | 1R              |      | 0 / 9    | 4-9     | 31%     |
| Ganados-Perdidos        | 0-0             | 0-0             | 0-0             | 1-2             | 1-3             | 14-9            | 10-9            | 12-8            | 10-9            | 7-6             | 12-9            | 3-1             | 11-8            | 7-6             | 2-5  | 0 / 75   | 91-74   | 55%     |
| Estadísticas            |                 |                 |                 |                 |                 |                 |                 |                 |                 |                 |                 |                 |                 |                 |      |          |         |         |
|                         | 2009            | 2010            | 2011            | 2012            | 2013            | 2014            | 2015            | 2016            | 2017            | 2018            | 2019            | 2020            | 2021            | 2022            | 2023 | Carrera  | Carrera | Carrera |
| Torneos                 | 1               | 1               | 0               | 10              | 22              | 23              | 29              | 25              | 24              | 20              | 23              | 9               | 23              | 21              |      | 230      | 230     | 230     |
| Títulos                 | 0               | 0               | 0               | 0               | 0               | 2               | 0               | 2               | 2               | 2               | 1               | 0               | 0               | 2               |      | 11       | 11      | 11      |
| Finales                 | 0               | 0               | 0               | 0               | 1               | 3               | 2               | 4               | 2               | 3               | 1               | 0               | 2               | 3               |      | 20       | 20      | 20      |
| G-P total               | 0-1             | 0-1             | 0-0             | 3-10            | 26-22           | 45-23           | 42-29           | 48-23           | 48-21           | 33-20           | 40-21           | 20-8            | 29-25           | 39-20           |      | 11 / 230 | 375-225 | 375-225 |
| Victorias %             | 0%              | 0%              | 0%              | 23%             | 54%             | 66%             | 59%             | 68%             | 70%             | 62%             | 66%             | 71%             | 54%             | 66%             |      | 63%      | 63%     | 63%     |

1Fue alternativa en el ATP Finals 2019.

## Títulos ATP (12; 12+0)

### Individual (12)
| Leyenda                  |
| Grand Slam (0)           |
| ATP World Tour Final (0) |
| ATP Masters 1000 (0)     |
| ATP World Tour 500 (1)   |
| ATP World Tour 250 (11)  |

| N.º | Fecha                 | Torneo           | Superficie    | Oponente en la final  | Resultado        |
| --- | --------------------- | ---------------- | ------------- | --------------------- | ---------------- |
| 1.  | 21 de junio de 2014   | 's-Hertogenbosch | Hierba        | Benjamin Becker       | 2-6, 7-6(2), 6-4 |
| 2.  | 13 de julio de 2014   | Stuttgart        | Tierra batida | Lukáš Rosol           | 6-3, 4-6, 6-2    |
| 3.  | 16 de enero de 2016   | Auckland         | Dura          | Jack Sock             | 6-1, 1-0, ret.   |
| 4.  | 7 de febrero de 2016  | Sofía            | Dura (i)      | Viktor Troicki        | 6-3, 6-4         |
| 5.  | 8 de enero de 2017    | Chennai          | Dura          | Daniil Medvédev       | 6-3, 6-4         |
| 6.  | 26 de agosto de 2017  | Winston-Salem    | Dura          | Damir Džumhur         | 6-4, 6-4         |
| 7.  | 13 de enero de 2018   | Auckland (2)     | Dura          | Juan Martín del Potro | 6-1, 4-6, 7-5    |
| 8.  | 3 de marzo de 2018    | Dubái            | Dura          | Lucas Pouille         | 6-3, 6-4         |
| 9.  | 5 de enero de 2019    | Doha             | Dura          | Tomáš Berdych         | 6-4, 3-6, 6-3    |
| 10. | 19 de febrero de 2022 | Doha (2)         | Dura          | Nikoloz Basilashvili  | 6-3, 6-4         |
| 11. | 30 de julio de 2022   | Kitzbühel        | Tierra batida | Filip Misolic         | 6-2, 6-2         |
| 12. | 20 de octubre de 2024 | Amberes          | Dura (i)      | Jiří Lehečka          | 7-5, 6-1         |

#### Finalista (11)
| N.º | Fecha                  | Torneo        | Superficie    | Oponente en la final | Resultado           |
| --- | ---------------------- | ------------- | ------------- | -------------------- | ------------------- |
| 1.  | 6 de enero de 2013     | Chennai       | Dura          | Janko Tipsarević     | 6-3, 1-6, 3-6       |
| 2.  | 19 de octubre de 2014  | Moscú         | Dura (i)      | Marin Čilić          | 4-6, 4-6            |
| 3.  | 25 de octubre de 2015  | Moscú         | Dura (i)      | Marin Čilić          | 4-6, 4-6            |
| 4.  | 1 de noviembre de 2015 | Valencia      | Dura          | João Sousa           | 6-3, 3-6, 4-6       |
| 5.  | 27 de agosto de 2016   | Winston-Salem | Dura          | Pablo Carreño        | 7-6(6), 6-7(1), 4-6 |
| 6.  | 16 de octubre de 2016  | Shanghái      | Dura          | Andy Murray          | 6-7(1), 1-6         |
| 7.  | 29 de julio de 2018    | Gstaad        | Tierra batida | Matteo Berrettini    | 6-7(9), 4-6         |
| 8.  | 28 de febrero de 2021  | Montpellier   | Dura (i)      | David Goffin         | 7-5, 4-6, 2-6       |
| 9.  | 13 de marzo de 2021    | Doha          | Dura          | Nikoloz Basilashvili | 6-7(5), 2-6         |
| 10. | 25 de junio de 2022    | Mallorca      | Hierba        | Stefanos Tsitsipas   | 4-6, 6-3, 6-7(2)    |
| 11. | 14 de enero de 2023    | Adelaida II   | Dura          | Soon-Woo Kwon        | 4-6, 6-3, 6-7(4)    |

## Títulos deChallengersyFutures(13)

### Individual

#### Títulos (13)
| Leyenda         |
| Challengers (3) |
| Futures (10)    |

| N.º | Fecha                    | Torneo       | Superficie    | Oponente en la final | Resultado        |
| --- | ------------------------ | ------------ | ------------- | -------------------- | ---------------- |
| 1.  | 25 de junio de 2007      | Málaga F24   | Tierra batida | Pedro Clar-Rosselló  | 7-5, 6-3         |
| 2.  | 30 de julio de 2007      | Játiva F29   | Tierra batida | Pedro Clar-Roselló   | 6-3, 6-4         |
| 3.  | 28 de julio de 2008      | Játiva F29   | Tierra batida | Gerard Granollers    | 6-4, 6-4         |
| 4.  | 22 de septiembre de 2008 | Martos F36   | Dura          | James Ward           | 3-6, 6-3, 6-2    |
| 5.  | 29 de septiembre de 2008 | Córdoba F37  | Dura          | Jean-Noel Insausti   | 6-7(5), 6-3, 6-4 |
| 6.  | 16 de marzo de 2009      | Badalona F10 | Tierra batida | Marc Fornell         | 6-4, 6-4         |
| 7.  | 21 de septiembre de 2009 | Alcorcón F32 | Dura          | Thomas Schoorel      | 6-4, 6-3         |
| 8.  | 25 de enero de 2010      | Murcia F3    | Dura          | Sergio Gutiérrez     | 7-5, 6-2         |
| 9.  | 8 de marzo de 2010       | Tipton F3    | Dura          | Daniel Smethurst     | 7-5, 6-4         |
| 10. | 13 de septiembre de 2010 | Móstoles F33 | Dura          | Philip Bester        | 6-7(4), 6-4, 6-2 |
| 11. | 22 de abril de 2012      | Roma         | Tierra batida | Rui Machado          | 6-7(7), 6-4, 6-3 |
| 12. | 23 de julio de 2012      | Orbetello    | Tierra batida | Dušan Lajović        | 6-3, 6-1         |
| 13. | 6 de agosto de 2012      | Pozoblanco   | Dura          | Arnau Brugués        | 6-4, 6-4         |

## Copa Davis

### Ganados (1)
| Copa Davis 2019 | Rafael Nadal Feliciano López Marcel Granollers Pablo Carreño Roberto Bautista | RR: 2-1 RR: 3-0 CF: 2-1 SF: 2-1 FN: 2-0 |

## Otros títulos
- Diploma olímpico en individuales y dobles en los Juegos Olímpicos de Río 2016.
- Medalla de oro en individuales y de bronce en dobles en los Juegos Mediterráneos de 2009.
- Campeón de Europa sub-16 y de la Copa Davis júnior con el equipo español.
- Campeón de Europa sub-14 individual: 2002.

## Ranking ATP al final de la temporada
| Año                     | 2004  | 2005 | 2006  | 2007 | 2008 | 2009 | 2010 | 2011 | 2012 | 2013 | 2014 | 2015 | 2016 | 2017 | 2018 | 2019 | 2020 | 2021 | 2022 |
| Ranking en individuales | 1,197 | 862  | 1,011 | 454  | 379  | 281  | 170  | 178  | 80   | 58   | 15   | 25   | 14   | 20   | 24   | 9    | 13   | 19   | 21   |

## Victorias sobre Top 10
| Año       | 2005 | 2006 | 2007 | 2008 | 2009 | 2010 | 2011 | 2012 | 2013 | 2014 | 2015 | 2016 | 2017 | 2018 | 2019 | 2020 | 2021 | 2022 | Total |
| --------- | ---- | ---- | ---- | ---- | ---- | ---- | ---- | ---- | ---- | ---- | ---- | ---- | ---- | ---- | ---- | ---- | ---- | ---- | ----- |
| Victorias | 0    | 0    | 0    | 0    | 0    | 0    | 0    | 0    | 1    | 2    | 0    | 3    | 1    | 0    | 5    | 1    | 3    | 3    | 19    |

| #    | Jugador               | Ranking | Evento                                      | Superficie | Rd | Resultado                  | RBA Ranking |
| ---- | --------------------- | ------- | ------------------------------------------- | ---------- | -- | -------------------------- | ----------- |
| 2013 |                       |         |                                             |            |    |                            |             |
| 1.   | Tomáš Berdych         | 6       | Torneo de Chennai, Chennai, India           | Dura       | CF | 7-5, 2-6, 6-3              | 80          |
| 2014 |                       |         |                                             |            |    |                            |             |
| 2.   | Juan Martín del Potro | 5       | Abierto de Australia, Melbourne, Australia  | Dura       | 2R | 4-6, 6-3, 5-7, 6-4, 7-5    | 62          |
| 3.   | Tomáš Berdych         | 5       | Indian Wells, Estados Unidos                | Dura       | 2R | 4-6, 6-2, 6-4              | 53          |
| 2016 |                       |         |                                             |            |    |                            |             |
| 4.   | Jo-Wilfried Tsonga    | 10      | Torneo de Auckland, Auckland, Nueva Zelanda | Dura       | SF | 3-6, 7-6(3), 6-4           | 25          |
| 5.   | Jo-Wilfried Tsonga    | 9       | Miami, Estados Unidos                       | Dura       | 3R | 2-6, 6-3, 7-6(3)           | 18          |
| 6.   | Novak Djoković        | 1       | Shanghái, China                             | Dura       | SF | 6-4, 6-4                   | 19          |
| 2017 |                       |         |                                             |            |    |                            |             |
| 7.   | Kei Nishikori         | 9       | Wimbledon, Londres, Gran Bretaña            | Césped     | 3R | 6-4, 7-6(3), 3-6, 6-3      | 19          |
| 2019 |                       |         |                                             |            |    |                            |             |
| 8.   | Novak Djokovic        | 1       | Doha, Catar                                 | Dura       | SF | 3-6, 7-6(6), 6-4           | 24          |
| 9.   | Karén Jachánov        | 10      | Abierto de Australia, Melbourne, Australia  | Dura       | 3R | 6-4, 7-5, 6-4              | 24          |
| 10.  | Marin Čilić           | 7       | Abierto de Australia, Melbourne, Australia  | Dura       | 4R | 6-7(6), 6-3, 6-2, 4-6, 6-4 | 24          |
| 11.  | Novak Djokovic        | 1       | Miami, Estados Unidos                       | Dura       | 4R | 1-6, 7-5, 6-3              | 25          |
| 12.  | Karén Jachánov        | 9       | Wimbledon, Londres, Gran Bretaña            | Césped     | 3R | 6-3, 7-6(3), 6-1           | 22          |
| 2020 |                       |         |                                             |            |    |                            |             |
| 13.  | Daniil Medvédev       | 5       | Nueva York, Estados Unidos                  | Dura       | CF | 1-6, 6-4, 6-3              | 12          |
| 2021 |                       |         |                                             |            |    |                            |             |
| 14.  | Dominic Thiem         | 4       | Doha, Catar                                 | Dura       | CF | 7-6(3), 2-6, 6-4           | 13          |
| 15.  | Andrey Rublev         | 8       | Doha, Catar                                 | Dura       | SF | 6-3, 6-3                   | 13          |
| 16.  | Daniil Medvédev       | 2       | Miami, Estados Unidos                       | Dura       | CF | 6-4, 6-2                   | 12          |
| 2022 |                       |         |                                             |            |    |                            |             |
| 17.  | Casper Ruud           | 8       | Copa ATP, Australia                         | Dura       | FG | 6-4, 7-6(4)                | 19          |
| 18.  | Hubert Hurkacz        | 9       | Copa ATP, Australia                         | Dura       | SF | 7-6(6), 2-6, 7-6(5)        | 19          |
| 19.  | Daniil Medvédev       | 1       | Mallorca, España                            | Césped     | CF | 6-3, 6-2                   | 20          |